# Белоусенко, Алёна Анатольевна
Але́на Анато́льевна Белоу́сенко (с 2013 по 2019 г. — Тимофе́ева; род. 12 мая 1992, Удомля) — российский прозаик.

## Биография
Родилась 12 мая 1992 года в городе Удомля Тверской области. Окончила экономический факультет Московского государственного университета им. М. В. Ломоносова и Литературный институт им. А. М. Горького (семинар Михаила Лобанова). Член Союза писателей России. Живёт в Москве.
Рассказы и повести опубликованы в журналах «Наш современник», «Подъём», «Дон», «Роман-газета», «День и Ночь», антологии «молодой» литературы «Заря». В сетевых литературных журналах «Традиции & Авангард», «Формаслов», «Лиterraтура», «Пролиткульт». Член редколлегии журнала «Пролиткульт».
Лауреат фестиваля-конкурса «Хрустальный родник» в Орле (II место), 2015 год . Лауреат премии сайта «Российский писатель» (в номинации «Новое имя»), 2015 год. Победитель конкурса-фестиваля «Во славу Бориса и Глеба» в Борисоглебске (в номинации «Самодеятельные авторы»), 2016 год . Лауреат премии «В поисках правды и справедливости» политической партии «Справедливая Россия» (III место), 2019 год.
Шорт-лист (финалист) премии «Русское слово» (в номинации «Лучший сборник рассказов»), 2018 год . Шорт-лист (финалист) премии «Болдинская осень» в Нижнем Новгороде (в номинации «Проза», за сборник рассказов «Нити»), 2021 год .
Автор сборника рассказов «Нити» (Редакционно-издательский дом «Российский писатель». Библиотека «Новое имя» Союза писателей России, 2021 год). 

## Современники об Алёне Белоусенко
Роман Сенчин: 
«Да, Тимофеев, да и Антипин, Лунин, Тулушева, Белоусенко пишут очень простым, действительно традиционным языком. Никаких стилистических изысков, нарочитых усложнений, игры с хронологией, реальностью. Но это очень тонкая проза. Вот только найдутся ли те, кто не только оценит эту тонкость (горстка почитателей у каждого из этих авторов есть), но и сможет о ней рассказать интересно и увлекательно. Привлечь так называемого широкого читателя…».
Андрей Тимофеев: 
«Семейные портреты Алёны Белоусенко отличаются трогательным психологизмом… Движение молодого прозаика в сторону обретения умения показать полноценное изменение человека, сделанное в той же психологической тонкости и образности… должно быть чрезвычайно перспективным».